# Campo di ghiaccio
Un campo di ghiaccio (in inglese ice field o icefield) è un'area ghiacciata inferiore ai 50.000 km², di solito situata nei climi freddi, a latitudini elevate e con sufficienti precipitazioni: si tratta di una vasta area di ghiacciai interconnessi da cui emergono le cime più alte, i cosiddetti nunatak.
I campi di ghiaccio sono più grandi dei ghiacciai alpini, più piccoli delle calotte di ghiaccio e simili alle cappe di ghiaccio.

## Descrizione
I campi di ghiaccio si formano a seguito di un grande accumulo di neve che, attraverso anni di compressione e congelamento, si trasforma in ghiaccio. A causa della forza di gravità a cui è soggetto il ghiaccio, essi di solito si trovano su bacini o altipiani che consentono di avere un paesaggio glaciale continuo, non interrotto da canali di ghiaccio.
I ghiacciai spesso si formano ai margini dei campi di ghiaccio, servendo da sbocco agli stessi: a loro volta i campi di ghiaccio compensano con le nevicate la perdita del ghiaccio che serve ad alimentare i ghiacciai limitrofi.
I campi di ghiaccio si distinguono dalle cappe di ghiaccio perché sono vincolati dalla topografia: infatti, non rivestendo completamente di ghiaccio l'area su cui sorgono, essi, nei loro movimenti, devono fare i conti con la geografia del luogo. Un campo di ghiaccio, quindi, non ha la caratteristica forma a cupola delle cappe di ghiaccio: queste ultime, rivestendo completamente l'area su cui sorgono, non sono vincolate dal terreno nei loro flussi.

## Principali aree ghiacciate del mondo
Si riportano di seguito, in ordine di grandezza, le principali aree ghiacciate del mondo, siano esse calotte di ghiaccio, cappe di ghiaccio o campi di ghiaccio:
- Calotta glaciale antartica (Antartide), 14000000 km²
- Calotta glaciale groenlandese, 1710000 km²
- Campo di ghiaccio Stikine (Canada, Stati Uniti), 21876 km²
- Campo di ghiaccio sud patagonico (Argentina e Cile), 16800 km²
- Cappa di ghiaccio Austfonna (Svalbard, Norvegia), 8120 km²
- Cappa di ghiaccio Vatnajökull (Islanda), 8100 km²
- Cappa di ghiaccio Penny (Isola di Baffin, Canada), 6000 km²
- Campo di ghiaccio nord patagonico (Cile), 4200 km²
- Campo di ghiaccio Juneau (Alaska, Stati Uniti), 3900 km²
- Campo di ghiaccio della Cordigliera Darwin (Terra del Fuoco, Cile), 2300 km²
- Campo di ghiaccio Columbia (Alberta, Canada), 325 km²
- Gran Campo Nevado (Cile), 200 km²